# 初恋 (宇多田光专辑)
《初戀》（日语：／ Hatsukoi */?）是日本歌手宇多田光所發行的第七張日語原創專輯，於2018年6月27日由索尼唱片發行。專輯的名稱帶有「將無法傳達的情感化為任誰都了解的話語，將無法表達的思念化為任誰都會感到親切的旋律」的意義。由於與於1999年的出道專輯《First Love》的名稱意思完全一致，專輯的名稱亦帶有「第二次初戀」的意思。
《初戀》獲得樂評家整體正面的評價，包括讚揚專輯見證了宇多田的轉變，以及超越了「個人」與「流行」兩項原本互相違背的邏輯。專輯獲得商業上的成功，截至2020年4月在日本實體與數位銷量合計超過48萬張。在亞洲地區，專輯發行後登上馬來西亞、新加坡與香港等五個國家與地區的iTunes總榜冠軍。在歐美地區，《初戀》登上芬蘭、紐西蘭、美國、與加拿大等多國iTunes總榜前5位。
專輯發行前後，宇多田登上了《MUSIC STATION》、《SONGS》以及《專業作風》等多個電視節目以宣傳作品。宇多田亦展開了12年以來首次日本全國巡迴演唱會「Hikaru Utada Laughter in the Dark Tour 2018」以宣傳專輯，演唱會影像其後製作為商品發行，並上架iTunes Store與Netflix等多個平台。

## 背景與錄製
宇多田光於2016年發行復出專輯《Fantôme》後，於2017年2月宣佈移藉索尼唱片，結束與環球唱片之間的合作關係。其後她在新唱片公司旗下先後發行《藍天中擁抱》、《Forevermore》與《你》等多首單曲。期間她亦首次參與製作爆轟樂團的歌曲《你在等待著》以及新人創作歌手小袋成彬的專輯《分離派的夏天》，同時以歌手與製作人身分活躍於樂壇。2017年12月，官方公佈了宇多田正在製作新專輯的消息，並訂於2018年發行。宇多田其後亦在訪問中以充滿生命力與解放感形容新專輯。2018年4月，官方正式公開新專輯《初戀》的名稱、發行日期、歌曲數目以及宣傳圖等消息。
錄音室的選址包括RAK錄音室與Air錄音室等位於倫敦的錄音室。在正式錄音前，現場樂隊會先演奏宇多田以音樂軟件準備的旋律與樣本，然後宇多田就樂隊演奏的不同版本進行調節從而選出最適合的版本。樂隊錄音完成後，便會視情況考慮是否加入打擊樂器，然後交由工作人員疊錄以製作出伴奏帶。伴奏帶製作好後，便會由音訊工程師史特夫·菲茲莫賴奇帶回自己的工作室進行混音。混音處理好後，便會進行弦樂部分的錄音，直至最後才加入宇多田錄製的歌聲。

## 創作過程
在復出專輯《Fantôme》發行不久後，宇多田便收到遊戲《王國之心III》的主題曲邀約。雖然感覺在《Fantôme》的創作過程中已經耗盡精力，但在為遊戲《王國之心III》創作《誓言》時開始感到思如泉湧，並憑著勢頭接連寫出《藍天中擁抱》、《Forevermore》跟《你》多首歌曲。其中為電影《鐮倉物語》創作《你》的時候，宇多田看了所有原作漫畫、劇本以及電影拍攝素材以作參考。在接到電影《企鵝公路》的主題曲邀約後，宇多田便開始創作歌曲《Good Night》。雖然電影製作方本來給出的想法是以電影主角姐姐的視角作為創作意念，但宇多田在閱讀電影原作後便更改了歌曲的創作視角，並一口氣完成歌曲的填詞部分。在創作《Too Proud》途中，宇多田因覺得希望在歌曲加入說唱部分而尋找適合的說唱歌手。最後在朋友的推薦下選擇了Jevon作為客串歌手，並與他完成歌曲的創作。
《香菜之歌》的旋律雛型早於十年前便已經存在，為與歌曲《我是熊》相約時期開始創作的歌曲。但宇多田其後一直未能完成歌曲的完整旋律，並曾在2016年回歸樂壇後透露仍在努力創作此曲。直至某天與小袋成彬在工作席間閒聊的時候，向他稍為哼唱了歌曲後，便一起完成創作歌曲的完整旋律。《殘香》的歌詞部分因為一直未有進展，曾一度打算放棄以日語填詞而改為英語歌創作。但其後在洗澡時突然想到副歌的部分歌詞，並以此打破缺口完成歌詞的創作。《靜謐傍晚》為宇多田於整張專輯填詞過程中最苦惱的一首歌，填詞部分於專輯製作後期才完成。歌曲的旋律早於五年前便已經寫好，但因為未能完成創作而沒有收錄於專輯《Fantôme》中。而這次亦因為填詞關係甚至打算放棄收錄歌曲，改為全張專輯收錄11首歌。然而在跟作家朋友聚舊的時候受到對方啟發，其後於飛機上完成歌曲的填詞部分。

## 音樂與歌詞
專輯的開首曲《Play A Love Song》是一首
拍的歌曲，並主要使用鋼琴伴奏。歌曲加入了女性合唱團的背景聲樂，為宇多田自《Goodbye Happiness》以來第二首歌曲嘗試加入客席歌手以外的聲樂。第二首歌曲《你》是一首
拍的歌曲，並使用鋼琴、鼓、電貝斯以及弦樂及管樂等樂器作伴奏。《你》是宇多田出道以來首次以母親視線寫給孩子的歌曲，並於填詞上特意加入與宗教相關的歌詞。專輯的同名曲《初戀》只使用鋼琴與弦樂樂器作伴奏，沒有加入鼓與電貝斯等節奏樂器。歌曲的副歌全段只由四個音階構成，而且也沒有以純音樂演奏的間奏部分。歌曲名稱《初戀》所指的對象是「初次與自己產生深刻關係的人」，因此實際上是寫給自己父母的歌曲。
第四首歌曲《誓言》是一首
拍的歌曲，並主要使用鋼琴與鼓作伴奏。《誓言》是一首以結婚的心情為主題的歌曲，另有以全英語填詞的版本《Don't Think Twice》。第五首歌曲《Forevermore》是一首帶有爵士風格的歌曲，並使用鼓與弦樂樂器等作為伴奏，歌詞的主題為愛情永恆不死的力量。第六首歌曲《Too Proud》由宇多田與英國說唱歌手Jevon共同創作與合唱。歌曲講述一對性冷淡的情侶因性關係而對自己的價值產生懷疑。第七首歌曲《Good Night》的主題為「青春期的戀愛之心」，講述已經20多歲的男生回首在12歲的時候愛上年長女性的經歷。宇多田以「帶有苦澀的懷舊」形容歌曲。
第八首歌曲《香菜之歌》由宇多田與創作歌手小袋成彬共同創作。歌曲的前奏加入了宇多田兒子說話的聲音。第九首歌曲《殘香》是宇多田第一首於歌詞提及「紅酒」的歌曲，被形容為充滿成人魅惑香氣的歌曲。第十首歌曲《藍天中擁抱》以「與原以為不能再見的人相見」為主題。歌曲的特徵為融合了嘻哈樂曲的創作手法。第十一首歌曲《靜謐傍晚》主要使用弦樂作為伴奏，歌詞中的「小船」、「波浪」等皆帶有「水」的印象，被宇多田形容為歌曲《人魚》的續篇。專輯的結尾曲《值得被嫉妒的人生》被形容為專輯中小說色彩最濃厚的歌曲。歌曲的主題為「至高無上的愛」，歌詞描述一對年老夫婦致死不渝的愛情。

## 標題與封面
《初戀》為宇多田首張使用日語名稱的專輯，名稱帶有「將無法傳達的情感化為任誰都了解的話語，將無法表達的思念化為任誰都會感到親切的旋律」的意義。由於與宇多田於1999年的出道專輯《First Love》的名稱意思完全一致，專輯的名稱亦帶有「第二次初戀」的意思。在完成歌曲《初戀》製作後，宇多田在思考專輯的名稱時突然閃過「欸？《初戀》不就挺好嗎？」的想法，並認為這對於自己來說也是個具象徵性的專輯名稱。宇多田解釋自己雖然從《First Love》到《初戀》經歷了很多事，但其實歌唱的主題幾乎沒有改變過，因此認為《First Love》與《初戀》的對比跟自己非常契合。
專輯的封面與宣傳照由以紐約為活動據點的日裔攝影師Takay負責拍攝，攝影師擁有為雜誌《時尚芭莎》德國版封面與亞曼尼牛仔褲廣告照拍攝等經驗。封面的拍攝主題為捕捉宇多田出道二十年來的內心與外貌的成長，讓不加修飾的自然表情躍然於封面之上。封面所採用的大頭照被認為呼應出道專輯《First Love》的封面，但亦有看起來顯老、過瘦等批評。

## 發行單曲
《藍天中擁抱》於2017年7月10日作為專輯的首支單曲發行，同時為宇多田光移籍史詩唱片日本後發行的第一首作品。歌曲發行首日旋即登上iTunes Store等日本國內八個主要下載網站榜首。《Forevermore》於2017年7月28日作為專輯的第二支單曲發行。歌曲發行首日隨即空降iTunes Store與RecoChoku等日本國內10個主要下載網站榜首。
《你》於2017年12月8日作為專輯的第三支單曲發行。歌曲首週空降Oricon公信榜新設立的單曲下載榜冠軍位置，成為創榜首支冠軍單曲。歌曲其後在發行一個月內獲認證單曲下載為金唱片。《Play A Love Song》於2018年4月25日作為專輯的第四支單曲發行。歌曲發行首週空降Oricon單曲下載榜冠軍位置，使宇多田成為史上首位連續兩作獲得單曲下載榜冠軍的歌手。
《初戀》於2018年5月30日作為專輯的第五支單曲發行。歌曲發行後連續兩週高據Oricon單曲下載榜冠軍位置，成為女歌手中首次達成的紀錄。《Too Proud》的新混音版本於2018年11月6日作為專輯最後一支單曲發行。歌曲的混音版迎來中國說唱團體直火幫成員XZT、越南女說唱歌手杭林莊英（Suboi）與南韓嘻哈團體Most Badass Asian成員EK合作。

## 宣傳活動
2018年6月20日起，「宇多田書店」作為專輯的宣傳活動於全國九間HMV再次開設。書店內由宇多田親自選書，包括從文學作品、繪本以至漫畫等類型各異的書籍，讓樂迷藉由這些作品理解宇多田的創作如何誕生。6月26日起，與全國六間咖啡店展開為期13天的合作計劃，提供一系列由宇多田本人親自監製的香菜餐點，以對應專輯裡的《香菜之歌》。同日亦公開了與食譜網頁「Tasty Japan」合作拍攝的影片，由宇多田親自演出介紹香菜卡布奇諾的食譜與與示範製作。官方同時在全國Sony Store提供為期三星期的專輯高音質試聽，並提供格林美得獎的專輯音訊工程師史特夫·菲茲莫賴奇製作的其他歌曲試聽。店內亦播放菲茲莫賴奇關於宇多田的訪問片段，讓聽眾能更深刻理解專輯。6月27日，官方開設了專輯的特設網站，並上載了專輯所有歌曲的歌詞，而歌迷透過推特標注發表的感想亦能在網站上公開。網站同時展開由宇多田光、小袋成彬與酒井一途組成的座談會，並於每日公開一部分的座談會內容。
6月30日，宇多田登上NHK綜合頻道的音樂節目《SONGS》的特輯，演唱了《你》、《初戀》與《Play A Love Song》三首專輯收錄曲，並與芥川龍之介獎獲獎作家兼藝人又吉直樹進行對談。節目亦播放了歌手小田和正與音樂家水野良樹（樂團生物股長團長）談及對宇多田光看法的影片。7月14日，宇多田登上TBS電視台音樂節目《音樂日》演唱歌曲《初戀》，並與節目司儀中居正廣進行了相隔10年以來的訪談。同月16日，NHK綜合頻道播放紀錄片節目《專業作風》，拍攝了宇多田光於英國倫敦的自家錄音室製作專輯的實況。9月17日，宇多田參加朝日電視台音樂節目《MUSIC STATION》的「ULTRA FES 2018」特輯，於電視節目上首次現場演唱專輯曲《誓言》，並與主持人進行了特別訪談。

### 巡迴演唱會
2017年12月，宇多田於公佈新專輯製作消息同時宣布2018年於日本展開全國巡迴演唱會，為自「UTADA UNITED 2006」12年以來首次全國巡迴演唱會。2018年4月，宇多田於公佈新專輯發行消息同時公開演唱會場次資料，首場於11月5日在神奈川縣橫濱體育館開始，尾場於12月9日出道紀念日當天在千葉縣幕張展覽館9至11號禮堂結束，全國巡迴演出總共12場。9月7日，官方公佈演唱會的正式名稱為「Hikaru Utada Laughter in the Dark Tour 2018」，名稱取自俄裔美國作家弗拉基米爾·弗拉基米羅維奇·納博科夫的著作《黑暗中的笑聲》。演唱會獲得評論家正面的評價，包括認為宇多田作為歌手已經得到新生，以及認為演唱會帶來生存的力量。
2018年12月25日，PlayStation先行向會員提供《光》與《誓言》兩曲的演唱會影像，並以虛擬實境的方式特別呈現。影像其後於2019年1月全面提供免費下載。演唱會的完整片段於同月在電視播映，而包括製作紀錄片的完全版則於3月在電視播映。演唱會其後於6月以限定生產形式作商品發行，DVD與藍光收錄演唱會完整片段以及演唱會紀錄片「Talking about Laughter in the Dark」，並額外附贈DVD收錄《Forevermore》、《你》與《初戀》三曲音樂錄像帶的製作紀錄片。演唱會影像亦於商品發行當天同時於iTunes Store與Netflix上架。

## 專業評價
| 評論得分   | 評論得分 |
| 來源       | 評分     |
| ---------- | -------- |
| CD Journal | 正面     |
| Cinra      | 正面     |
| MANTANWEB  | 正面     |
| Rockin'on  | 正面     |
| ABS-CBN    | 10/10    |
| 日本時報   | 正面     |
| MuuMuse    | 正面     |

《初戀》獲得樂評家整體正面的評價。《CD Journal》的編輯認為宇多田隨著年歲增長，憂鬱與哀愁的色彩亦隨之增加，不變的是所傳達出對母親的憧憬等意念。《Cinra》的宇野維正認為《初戀》與宇多田過往的專輯大相徑庭，並認為假如宇多田日後的作風有所改變的話，這張作品便成為她的轉捩點。《MANTANWEB》的水白京認為專輯充滿讓聽眾真實感到共鳴的歌曲，並以表現出各種各樣的瞬間與人生階段的心情形容歌曲。《Rockin'on》的小池宏和認為宇多田於專輯徹底聚焦於「初戀」的概念上，並超越了「個人」與「流行」兩項原本互相違背的邏輯。
《ABS-CBN》的凱倫·弗洛雷斯·尼盧給予專輯滿分評價，讚賞《初戀》捕捉了宇多田最純正的本質－多年來試驗各種曲風而得出的成果。她亦認為宇多田終於找到她最有效的擊球點，並把專輯比喻為她的里程碑。《日本時報》詹姆斯·哈菲爾德認為《初戀》比起前作相對保守，但創作出來的歌曲則變得更為穩固。他亦認為宇多田以往於歌曲中歌頌「愛」與「失去」有時使她的智慧顯得超越年齡，但現時她已有足夠閱歷去探討人生的正反面。《MuuMuse》的布拉德利·斯特恩認為專輯見證著宇多田的轉變，在完結她人生過往的章節時亦展開著新一章。

### 榮譽
在2018年「MTV日本音樂錄影帶大獎」，宇多田憑藉《初戀》獲得最優秀專輯獎。專輯其後亦分別在第60屆「日本唱片大獎」獲得最優秀專輯獎、在第33屆「日本金唱片大獎」中獲得最佳五大專輯獎，以及在第11屆「CD店大獎」中獲得專輯入圍獎。宇多田亦在2019年「SPACE SHOWER MUSIC AWARDS」中獲得最佳女歌手獎，以表彰她於過去一年的活躍表現。宇多田其後亦在文化廳舉辦的第69屆「藝術選獎」中獲頒發文部科學大臣新人獎，以表彰她以《初戀》以及其他成果對大眾藝術作出貢獻。

## 商業成績
在日本，《初戀》首週以約20.4萬張的實體銷量登上Oricon公信榜冠軍，成為宇多田光自出道專輯《First Love》以來連續第七張登上週榜冠軍的錄音室專輯，也是她第九張冠軍專輯。專輯同時打破歌手松任谷由實於4月發行的精選輯《來自Yuming的戀曲》的首週銷量，成為年度首週銷量最高的個人歌手專輯。專輯首週亦以38,185張下載量登上Oricon公信榜下載榜冠軍，成為創榜以來首位同時登上專輯實體與下載榜冠軍的女歌手，並打破由米津玄師憑《BOOTLEG》創下的個人歌手專輯首週下載量紀錄。專輯發行首週亦同時登上日本《告示牌》的熱門專輯榜、專輯銷售榜與專輯下載榜三個榜單的冠軍位置。
《初戀》次週再以約5.2萬張的實體銷量登上Oricon公信榜亞軍，兩週銷量合計突破25萬張。專輯次週亦以12,691張下載量蟬聯Oricon公信榜下載榜冠軍，其後總共登上五週冠軍位置，刷新獲得該榜最多冠軍週數的女歌手紀錄。《初戀》於2018年以約36.7萬張實體銷量登上Oricon公信榜年榜第五位，並以約8.6萬張下載量登上Oricon公信榜下載榜年榜第三位，成為唯一同時打進兩榜前五位的歌手。《初戀》亦同時打進日本《告示牌》的熱門專輯榜、專輯銷售榜與專輯下載榜三個榜單的年榜排名前五位。截至2020年，《初戀》已在日本售出381,520張實體唱片，並獲日本唱片協會認證為白金唱片。專輯亦獲數位認證為金唱片，代表達到超過10萬張數位銷量，宇多田亦憑此成為唯一獲得三張專輯數位認證的歌手。
在其他地區，《初戀》發行後打進日本以外31個國家與地區的iTunes榜單，其中包括日本以外20個國家的J-POP類別榜單冠軍。在亞洲地區，專輯登上馬來西亞、新加坡與香港等五個國家與地區的iTunes總榜冠軍，並登上泰國、印度尼西亞與菲律賓的總榜前3位。在歐美地區，專輯登上芬蘭、紐西蘭、西班牙、美國、與加拿大等多國iTunes總榜前5位。專輯亦打進美國《告示牌》榜單世界專輯榜第3位與專輯銷售榜第77位，以及法國專輯下載榜第49位。

## 曲目
全碟作曲與填詞：宇多田光（除另外註明）、全碟編曲：宇多田光、西門·海爾（弦樂編排）（除另外註明）
| 曲序     | 曲目                         |                | 作曲              | 编曲              | 时长  |
| -------- | ---------------------------- | -------------- | ----------------- | ----------------- | ----- |
| 1.       | Play A Love Song             |                |                   | 宇多田光          | 4:12  |
| 2.       | 你（）                       |                |                   |                   | 4:37  |
| 3.       | 初戀（）                     |                |                   |                   | 4:40  |
| 4.       | 誓言（）                     |                |                   |                   | 4:33  |
| 5.       | Forevermore                  |                |                   |                   | 4:54  |
| 6.       | Too Proud（featuring Jevon） | 宇多田光 Jevon | 宇多田光 Jevon    | 宇多田光 小袋成彬 | 4:41  |
| 7.       | Good Night                   |                |                   |                   | 4:22  |
| 8.       | 香菜之歌（）                 |                | 宇多田光 小袋成彬 | 宇多田光          | 3:43  |
| 9.       | 殘香（）                     |                |                   | 宇多田光          | 3:38  |
| 10.      | 藍天中擁抱（）               |                |                   |                   | 4:34  |
| 11.      | 靜謐傍晚（）                 |                |                   |                   | 4:44  |
| 12.      | 值得被嫉妒的人生（）         |                |                   |                   | 4:46  |
| 总时长： | 总时长：                     | 总时长：       | 总时长：          | 总时长：          | 53:33 |

## 商業搭配
| 曲序 | 歌曲名稱         | 搭配項目                                       | 來源   |
| ---- | ---------------- | ---------------------------------------------- | ------ |
| M-1  | Play A Love Song | 三得利氣泡水廣告曲                             | [ 90 ] |
| M-1  | Play A Love Song | 三得利檸檬氣泡水廣告曲                         | [ 91 ] |
| M-2  | 你               | 電影《鐮倉物語》主題曲                         | [ 90 ] |
| M-2  | 你               | 索尼無線消噪耳機廣告曲                         | [ 90 ] |
| M-3  | 初戀             | 日劇《花過天晴～花樣男子 Next Season～》形象曲 | [ 90 ] |
| M-4  | 誓言             | 電玩遊戲《王國之心III》主題曲                  | [ 90 ] |
| M-5  | Forevermore      | 日劇《對不起，我愛你》主題曲                   | [ 90 ] |
| M-7  | Good Night       | 動畫電影《企鵝公路》主題曲                     | [ 90 ] |
| M-10 | 藍天中擁抱       | 三得利天然水廣告曲                             | [ 90 ] |
| M-12 | 值得被嫉妒的人生 | 電影《平行世界的愛情故事》主題曲               | [ 92 ] |

## 銷售榜單
| 週榜單（2018年）                     | 最高 位置 |
| ------------------------------------ | --------- |
| 法國（法國唱片出版業公會專輯下載榜） | 49        |
| 日本（日本《告示牌》熱門專輯榜）     | 1         |
| 日本（日本《告示牌》專輯銷售榜）     | 1         |
| 日本（日本《告示牌》專輯下載榜）     | 1         |
| 日本（Oricon公信榜）                 | 1         |
| 日本（Oricon專輯下載榜）             | 1         |
| 美國（《告示牌》世界專輯榜）         | 3         |
| 美國（《告示牌》專輯銷售榜）         | 77        |

| 年榜單（2018年）                 | 名次 |
| -------------------------------- | ---- |
| 日本（Oricon公信榜）             | 5    |
| 日本（Oricon專輯下載榜）         | 3    |
| 日本（日本《告示牌》熱門專輯榜） | 3    |
| 日本（日本《告示牌》專輯銷售榜） | 5    |
| 日本（日本《告示牌》專輯下載榜） | 3    |

| 年榜單（2019年）                 | 名次 |
| -------------------------------- | ---- |
| 日本（日本《告示牌》熱門專輯榜） | 76   |

## 認證與銷量
| 地區                                  | 认证 | 认证单位/销量        |
| ------------------------------------- | ---- | -------------------- |
| 日本（日本唱片協會）                  | 白金 | 381,520（實體）^     |
| 日本（日本唱片協會）                  | 金   | 100,000（數位）^     |
| 總計                                  |      |                      |
| 日本                                  | —    | 481,520（實體+數位） |
| *僅含認證的實際銷量 ^僅含認證的出貨量 |      |                      |

## 發行歷史
| 地區 | 日期          | 形式     | 廠牌            | 來源    |
| ---- | ------------- | -------- | --------------- | ------- |
| 多國 | 2018年6月27日 | 線上下載 | 史詩 索尼       | [ 96 ]  |
| 日本 | 2018年6月27日 | CD       | 史詩 索尼       | [ 97 ]  |
| 台灣 | 2018年6月29日 | CD       | 台灣索尼        | [ 90 ]  |
| 香港 | 2018年6月29日 | CD       | 索尼香港        | [ 98 ]  |
| 韓國 | 2018年8月3日  | CD       | 韓國索尼        | [ 99 ]  |
| 日本 | 2018年11月7日 | 黑膠唱片 | 史詩 索尼       | [ 100 ] |
| 中國 | 2019年11月5日 | CD       | 星外星 中國索尼 | [ 101 ] |

## 外部連結
- 《初戀》（页面存档备份，存于）官方網站頁面
- 宇多田光《初戀》特設網站（页面存档备份，存于）（日語）